# Rio Calachioi
O Rio Calachioi é um rio da Romênia, afluente do Danúbio, localizado no distrito de Constanţa.